# أورليوس جوكاوسكاس
أورليوس جوكاوسكاس (بالليتوانية: Eurelijus Žukauskas)‏ مواليد 22 أغسطس 1973 في كلايبيدا، الجمهورية الليتوانية السوفيتية الاشتراكية، الاتحاد السوفيتي، هو لاعب كرة سلة ليتواني سابق بدأ مسيرته الاحترافية في سنة 1994. يبلغ طوله 7 قدم 2 بوصة (2.2 م). مثّل منتخب بلاده. شارك في مسابقة كرة السلة في الألعاب الأولمبية الصيفية. اعتزل اللعب في 2009.

## فرق لعب لها
- زالغيريس لكرة السلة
- لوكوموتيف كوبان
- نادي أولمبياكوس لكرة السلة
- ليتوفوس رايتس

## الميداليات
| الميدالية | المسابقة                         |
| --------- | -------------------------------- |
| برونزية   | الألعاب الأولمبية الصيفية 1996   |
| برونزية   | الألعاب الأولمبية الصيفية 2000   |
| فضية      | بطولة أمم أوروبا لكرة السلة 1995 |
| ذهبية     | بطولة أمم أوروبا لكرة السلة 2003 |

## روابط خارجية
- أورليوس جوكاوسكاس على موقع الاتحاد الدولي لكرة السلة (الإنجليزية)
- أورليوس جوكاوسكاس على موقع الدوري الأوروبي لكرة السلة (الإنجليزية)
- أورليوس جوكاوسكاس على موقع سبورتس رفرنس (الإنجليزية)
- أورليوس جوكاوسكاس على موقع كرة السلة الأوروبية.كوم (الإنجليزية)
- أورليوس جوكاوسكاس على موقع ريلجم (الإنجليزية)
- أورليوس جوكاوسكاس على موقع بروبوليرز (الإنجليزية)
- أورليوس جوكاوسكاس على موقع سبورتس رفرنس (الإنجليزية)
- أورليوس جوكاوسكاس على موقع أوليمبيديا (الإنجليزية)